# Сельдь под шубой
«Сельдь под шубой» («селёдка под шубой», «шуба», «сельдь под одеялом») — слоёный закусочный салат из филе солёной сельди с отварными корнеплодами и яйцом под майонезом в русской кухне и кухнях бывшего СССР. Кулинарный артефакт советской кухни позднего периода получил распространение в 1970-х годах, став праздничным блюдом и атрибутом новогоднего стола наряду с салатом оливье. Похожие салаты под названием «селёдочный», как слоёные, так и смешанные, с середины XIX века известны в скандинавской и немецкой кухнях.
Сельдь под шубой существует в огромном количестве рецептов, в том числе с сыром, грибами и яблоками. В базовый рецепт салата входят нарезанная кусочками сельдь предпочтительно пряного посола, мелко нарезанный репчатый лук, натёртые на крупной тёрке картофель, морковь, свёкла. Очень солёную сельдь предварительно вымачивают в крепком чае или молоке. Подготовленные продукты выкладывают на большие плоские блюда или в глубокие салатницы отдельными слоями друг на друга: сельдь, картофель, майонез, репчатый лук, морковь, опять майонез, яйцо, свёкла и ещё раз майонез. Последовательность выкладки может меняться, но нижним слоем всегда должна быть сельдь, а верхним — свёкла. Если в салате несколько слоёв сельди, он именуется «сельдь под боярской шубой». Вегетарианский вариант салата содержит морскую капусту вместо сельди. Салат должен настояться, чтобы пропитаться селёдочным ароматом, перед подачей его украшают измельчённым укропом, крошкой яичного желтка или тёртым яичным белком.

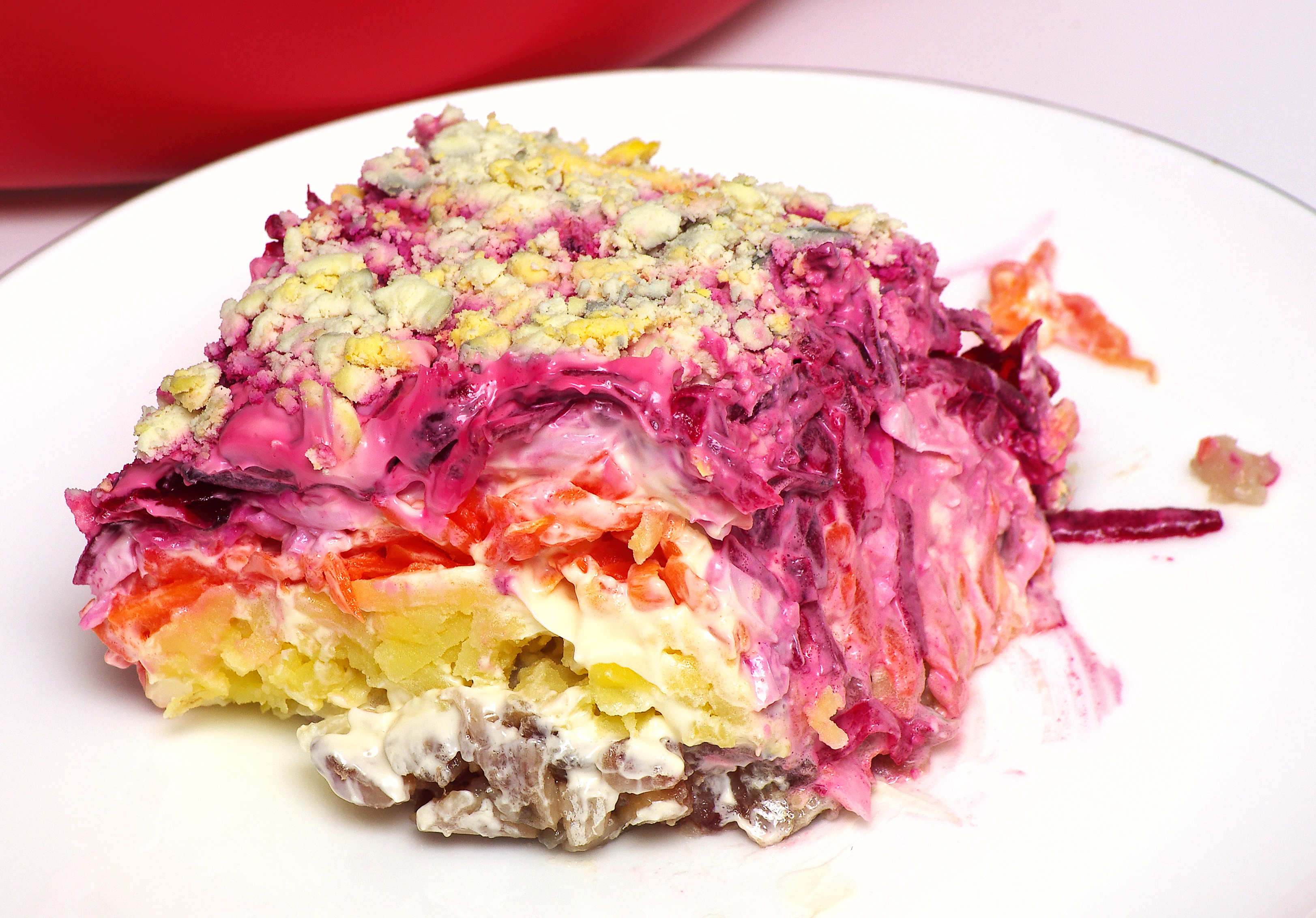
Слои в салате «сельдь под шубой»

Происхождение сельди под шубой в советской кухне связывают с глубокой переработкой рыбного винегрета. Майонез в сельдь под шубой добавился в 1960—1970-е годы, когда в продаже появился продукт промышленного производства. В. В. Усов приводит легенду изобретения «шубы» трактирщиком Аристархом Прокопцевым в голодном 1918 году, в которой слово «шуба» не имеет отношения к меховой одежде, а является аббревиатурой: «Шовинизму и упадку — бойкот и анафема». В похожей версии из той же эпохи автором сельди под шубой выступил купец Анастас Богомилов, у которого верхний слой свёклы должен был символизировать красное пролетарское знамя.
В 2010 году в День селёдки в Калининграде приготовили гигантскую селёдку под шубой. На блюдо длиной 7 метров и весом 305 кг, занесённое в Книгу рекордов России, ушло 50 кг филе сельди, 98 кг свёклы, 94 кг моркови, 158 кг картофеля, 720 яиц, 18 кг лука и 50 кг майонеза. Рекорд был побит 12 сентября 2015 года в Саратове, где рекордный салат весил 631 кг из 64 кг лука, 110 кг сельди, 120 кг свёклы, 75 кг моркови и 117 кг картофеля, а также 1850 яиц и 70 кг майонеза. 10 декабря 2018 года саратовский рекорд побили в Москве на фестивале «100 лет селёдке под шубой»: вес приготовленного салата составил 1018 кг, жаждущие салата москвичи устроили по этому поводу давку.